# Parells o senars

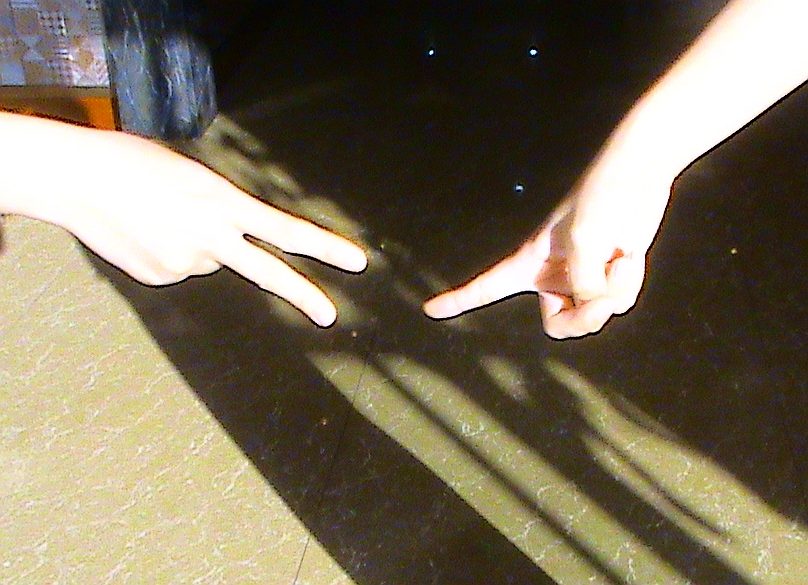
2+1...Senars!

Parells o senars (o parells i senars) és un joc de mans, en el qual la probabilitat és un factor important. S'hi juga amb dos participants que empren la seva mà més àgil per a mostrar el seu dit índex i el seu dit del mig; això significa que el compte total dels dits serà 2, 3 o 4 (1+1=2, 1+2=3, 2+1=3 o 2+2=4), o sigui que el resultat de la suma dels dits de tots dos participants té la mateixa probabilitat que surti un nombre parell que imparell (o senar).
Abans de jugar, els participants es posen d'acord de qui intentarà pronosticar el resultat final; aquest compta fins a tres i exclama el seu pronòstic, de manera que després del «compte enrere», aquest exclama «parells!» o «senars!» simultàniament quan els jugadors mostren el seu(s) dit(s); és important que el resultat pronosticat no s'exclami després que els dits s'hagin mostrat.
El joc de parells o senars pot ser utilitzat per fer una decisió. En aquest cas, hom en diu "fer a parells i senars".

## Variant
Una variant del joc consisteix a què un dels jugadors triï "parells" i l'altre "senars". A continuació, tots dos jugadors mostren alhora (a la veu d'"Una, dues, tres!") la seva mà amb cap, un o diversos dits estesos. Si la suma de tots dos és parell, guanyarà el jugador que va triar parells, i viceversa. Pot jugar-s'hi a una vegada o "al millor de tres", "el millor de cinc", etc.
Aquesta variant té un component estratègic en tractar de preveure si el contrincant traurà parell o senar, i tractar de mostrar el complement que et faci guanyador, tenint en compte que:
- Parell + Parell = Parell
- Parell + Imparell = Imparell
- Imparell + Imparell = Parell
- Imparell + Parell = Imparell

Convé acordar a priori si valor de treure zero, ja que solen sorgir discussions sobre aquest tema.
Comunament s'hi juga amb només una mà.